# Drozdek rezavohřbetý
Drozdek rezavohřbetý (Enicurus ruficapillus) je druh ptáka z čeledi lejskovitých (Muscicapidae) rozšířený na Myanmaru, Malajském poloostrově, Sumatře a Borneu. Žije ve vlhkých lesích. Je ohrožen hlavně ztrátou přirozeného biotopu.